# Nuestra Natalia
Nasha Natasha (en español: Nuestra Natalia) es un documental de 2020, dirigido por Martín Sastre, sobre la gira de la actriz y cantante Natalia Oreiro por Rusia. Se preestrenó el 27 de junio de 2016 como un "trabajo en progreso" en la sección «Documental» de la 38.ª edición del Festival Internacional de Cine de Moscú y su edición final se estrenó mundialmente el 6 de agosto de 2020 por Netflix.
El nombre de la pieza es también el de muchos de los numerosos clubes de fanes que la artista tiene en aquel país. El documental, que comienza y finaliza en el Cerro de Montevideo —de donde Oreiro es oriunda—, registra mayormente las presentaciones de la cantante en las dieciséis ciudades que compusieron su gira musical por Rusia en 2014.
Se encuentra disponible en la plataforma de Netflix desde agosto de 2020.